# Nausithoe clausi
Nausithoe clausi is een schijfkwal uit de familie Nausithoidae. De kwal komt uit het geslacht Nausithoe. Nausithoe clausi werd in 1892 voor het eerst wetenschappelijk beschreven door Vanhöffen. 